# Missouri Pacific Railroad
Pour les articles homonymes, voir Missouri.
Le Missouri Pacific Railroad (sigle de l'AAR : MP), aussi connu sous le nom de MoPac, était un des premiers chemins de fer des États-Unis à s'installer à l'ouest du fleuve Mississippi. Le MoPac était un chemin de fer américain de classe I qui se développa à partir de douzaines de prédécesseurs et de fusions, incluant le St. Louis, Iron Mountain and Southern Railway (SLIMS), le Texas and Pacific Railway (TP), le Chicago and Eastern Illinois Railroad (C&EI), le St. Louis, Brownsville and Mexico Railway (SLBM), le Kansas, Oklahoma and Gulf Railway (KO&G), le Midland Valley Railroad (MV), le Gulf Coast Lines (GC), l'International-Great Northern Railroad (IGN), le New Orleans, Texas and Mexico Railroad (NOTM), le Missouri-Illinois Railroad (MI), ainsi que le petit Central Branch Railway (un prédécesseur du MP dans le Kansas et le centre sud du Nebraska), et de joint ventures comme l'Alton and Southern Railroad (AS).
Le MoPac fusionna en 1982 avec l'Union Pacific Railroad.

## Histoire

### Les origines
Le Pacific Railroad fut créé en 1849 à Saint-Louis, Missouri. Il était l'un des premiers chemins de fer à voir le jour à l'ouest du fleuve Mississippi. Le premier coup de pioche frappa le sol le 4 juillet 1851 à St. Louis. La première portion fut achevée en 1852, et le premier train de voyageurs circula le 9 décembre. Les travaux de construction s'interrompirent lors de la guerre civile. Et en 1865, il devint le premier chemin de fer à atteindre Kansas City. À la suite d'un endettement important, il fut racheté en 1872 par un groupe d'investisseurs. Ce dernier fonda le Missouri Pacific Railway (MP ou MoPac) en 1876, qui reprit le Pacific Railroad. Le MP utilisa la particularité du Pacific Railroad pour faire sa promotion en disant qu'il était The First Railroad West of the Mississippi.
De 1879 à 1915, le MP passa sous le contrôle du très performant mais extrêmement controversé financier New-Yorkais Jay Gould. Il développa le réseau à travers le Colorado, le Nebraska, l'Arkansas, le Texas, et la Louisiane. Le St. Louis, Iron Mountain and Southern Railway (SLIM&S) créé en 1851, fut racheté par le MP en 1881. En 1915, le MP et le SLIMS firent banqueroute et furent placés en redressement judiciaire, et George Jay Gould I, fils de Jay Gould, perdit le contrôle du MP.
En 1917 le MP fusionna avec le SLIM&S, pour former le Missouri Pacific Railroad.

### La croissance grâce aux acquisitions
Son développement se poursuivit grâce à des douzaines d'acquisitions.
Le New Orleans, Texas and Mexico Railroad (NOT&M) prit le contrôle du Houston and Brazos Valley en février 1924, et de l'International-Great Northern Railroad (créé le 30 août 1873) en juin 1924. Mais à la suite de la banqueroute du St. Louis-San Francisco Railway (SLSF, Frisco), qui était sa maison mère, le NOT&M et ses filiales furent mis en vente et rachetés par le MoPac en décembre 1924. Le NOT&M poursuivit ses investissements en rachetant le San Antonio, Uvalde and Gulf Railroad (SAU&G) en décembre 1925. L'année suivante il s'empara du Sugarland, de l'Asherton & Gulf, et du Rio Grande City en février 1926, et enfin du San Antonio Southern en décembre 1926. Le NOT&M regroupa ses filiales sous le nom de Gulf Coast Lines, à l'exception de l'I-GN qui resta en dehors.
De son côté le MP s'empara du New Orleans & Lower Coast en novembre 1926. Puis le 1er janvier 1928, le MP gagna le contrôle du Texas and Pacific Railway (T&P), lequel contrôlait l'Abilene & Southern.
Le MoPac prit le contrôle du Missouri-Illinois Railroad (M-I) qui louait le Mississippi River & Bonne Terre, le 20 avril 1929.
Cependant en 1933, le MP se déclara en banqueroute, et fut placé sous administrateur judiciaire. Le MP lança sa première locomotive diesel en 1939, et la dernière locomotive à vapeur fut arrêtée en 1955.

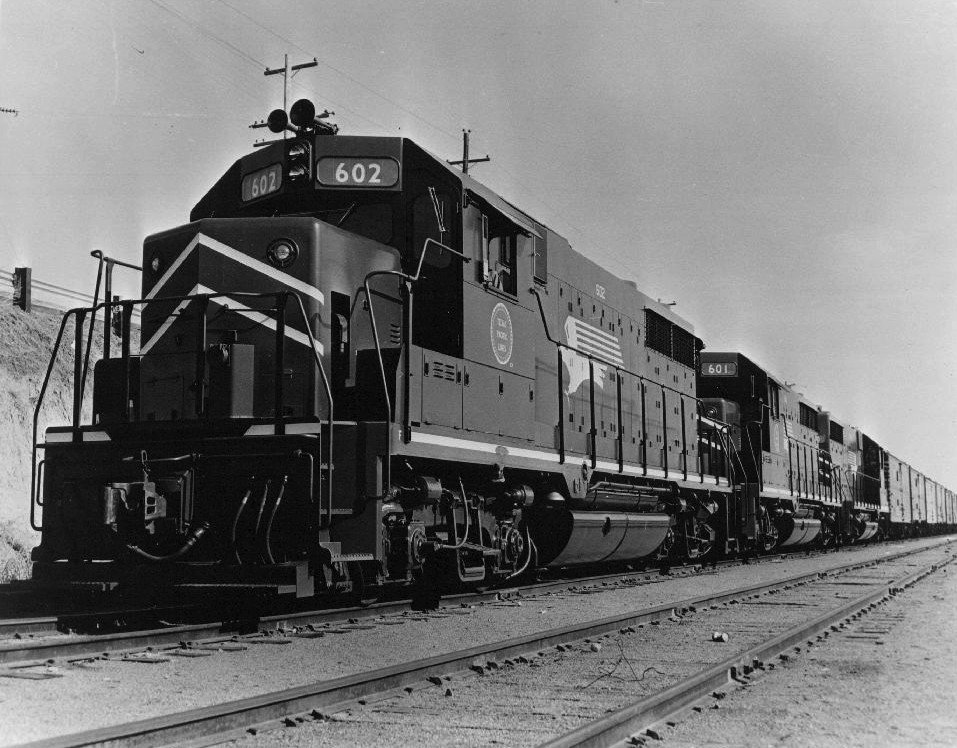
Locomotives du MP en 1965

L'entrée en guerre des États-Unis en 1941, stimula le trafic ferroviaire; ainsi le 7 novembre 1942, on compta jusqu'à 77 trains dans la journée entre Dupo et Thebes, Illinois sur une ligne à voie unique.
Après avoir passé 23 ans sous administrateur judiciaire, le MP se réorganisa en mars 1956 pour retrouver son indépendance. Ainsi il fusionna le New Orleans, Texas and Mexico Railroad (NOT&M), qui gérait d'une part l'International-Great Northern Railroad (I-GN), mais aussi le complexe Gulf Coast Lines composé par les compagnies suivantes : 
- le BSL&W,
- l'O&NW,
- le New Iberia & Northern,
- l'ISM&E,
- le St. Louis, Brownsville and Mexico Railway SLB&M,
- le San Antonio Southern SAS,
- l'Asphalt Belt,
- le SB&RGV,
- le Sugarland,
- le San Antonio, Uvalde and Gulf Railroad SAU&G,
- l'Asherton & Gulf, le Rio Grande City,
- le Houston & Brazos Valley H&BV,
- le HNS.

Le 25 septembre 1964, le MoPac via le T&P prit le contrôle des Muskogee Lines, composées par: 
- le Kansas, Oklahoma and Gulf Railway KO&G,
- le Midland Valley Railroad MV
- l'Oklahoma City-Ada-Atoka Railway OCAA.

Le T&P céda rapidement l'OCAA au Santa Fe, puis il fusionna MV le 1er avril 1967, et le KO&G le 1er avril 1970. 
Le 12 mai 1967, le MP gagna le contrôle du Chicago and Eastern Illinois Railroad C&EI. Le MP, en partenariat avec le Chicago and North Western Railway C&NW, prit le contrôle de l'Alton & Southern le1er août 1968.

### Le temps de fusions
Le MP fusionna le T&P et le C&EI le 15 octobre 1976, puis ce fut le tour du Texas Pacific Missouri Pacific Terminal Railroad of New Orleans le 1er janvier 1978.  
Le 1er novembre 1978, le MP aborba ses filiales suivantes : 
- l'Abilene & Southern A&S,
- le Texas-New Mexico T-NM,
- le New Orleans & Lower Coast NO&LC,
- le Ft.Worth Belt FWB,
- le Missouri-Illinois M-I,
- le St.Joseph Belt SJB
- l'Union Terminal UT.

Dans les années 1980, le réseau du MoPac était plus étendu que celui de l'Union Pacific Railroad, et atteignait une longueur de 18 454 km réparti sur 11 États; il était délimité au nord par Omaha, Nebraska, à l'est par Chicago, Illinois, à l'ouest par Pueblo, au sud par Laredo à la frontière États-Unis / Mexique, et au sud-est par les ports  de Louisiane sur le Golfe du Mexique.
Avec une flotte de plus de 1 500 locomotives diesel, dont la plupart avaient moins de 10 ans, le MoPac était mieux fourni que l'Union Pacific. Le Missouri Pacific était un pionnier dans la toute nouvelle technologie de guidage ferroviaire par ordinateur. Il était un des leaders dans les transports de céréales, de denrées sèches, de charbon, de minerais, d'automobiles et de remorques de camions (TOFC Trailer on Flat Car).

### La fusion avec l'Union Pacific

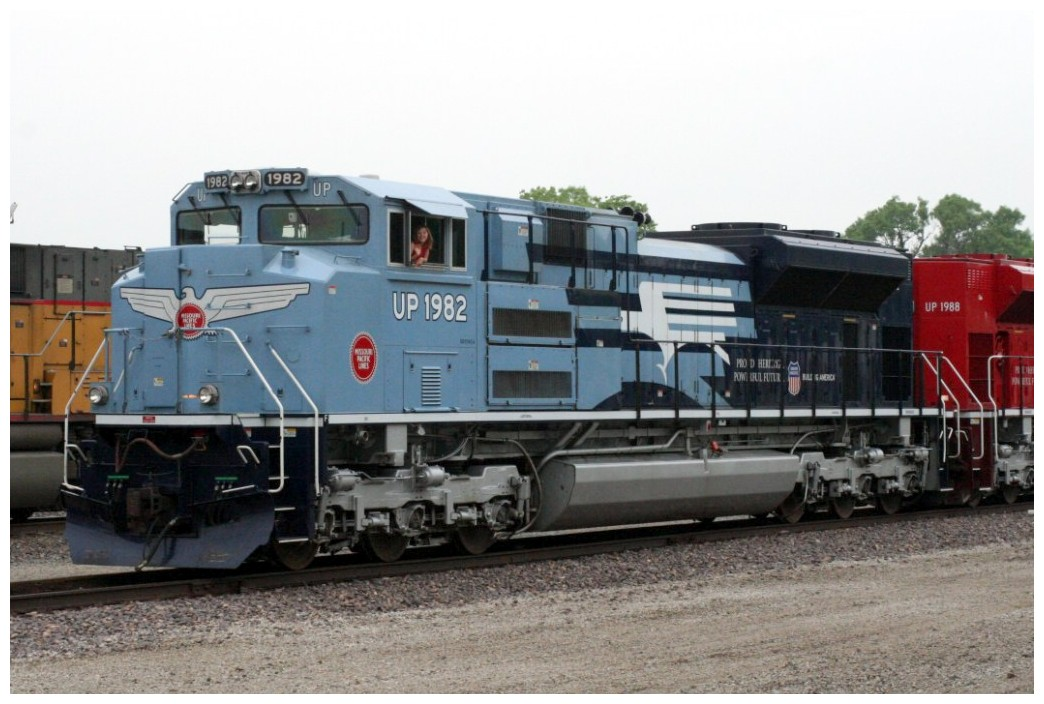
Locomotive de l'Union Pacific aux couleurs du Missouri Pacific.

En 1980, l'Union Pacific, le Missouri Pacific et le Western Pacific Railroad firent leur demande de fusion auprès de l'Interstate Commerce Commission (ICC). Cette même année, le Chicago, Rock Island and Pacific Railroad cessa son activité le 31 mars 1980, et son réseau fut morcelé entre plusieurs compagnies dont le MP, le Southern Pacific Railroad (SP) / St. Louis Southwestern Railway (SSW, alias Cotton Belt) , le Chicago and North Western Railway (C&NW) et le Missouri-Kansas-Texas Railroad (MKT).
Comme condition à la méga fusion, le SP reçut le droit de circuler sur le réseau du MoPac entre Kansas City (Missouri) et Saint-Louis (Missouri). Le 22 décembre 1982, le MoPac fusionna avec le Western Pacific Railroad et l'UP, pour constituer le plus grand réseau de l'époque appelé "Union Pacific System". L'ensemble fut placé sous le commandement de la holding Union Pacific Corporation.
Le MP absorba le Great Southwest GSW le 9 avril 1987, le Jefferson Southwestern le 18 mai 1987, et le Weatherford, Mineral Wells & Northwestern WMW&NW le 31 décembre 1987. Le MP prit le contrôle du Missouri-Kansas-Texas Railroad (MKT ou 'Katy') le 12 août 1988. Puis le 1er décembre 1989, le MoPac fusionna le Katy, ainsi que le Galveston, Houston & Henderson GH&H.
Le Missouri Pacific fut absorbé le 1er janvier 1997. L'Union Pacific continua d'utiliser l'immeuble du quartier général du MoPac de St. Louis pour son service clientèle jusqu'au 15 février 2005. L'Union Pacific a encore aujourd'hui une cinquantaine d'employés dans son bureau de St. Louis. L'immeuble de MoPac est prévu pour être reconverti en bureaux, résidences et /ou des ventes au détail.

## Le service des voyageurs

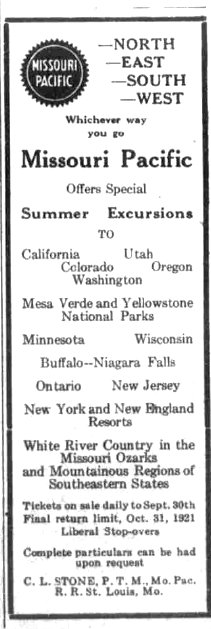
Annonce publicitaire pour des voyages d'été : Nord, Est, Sud, Ouest, sur le Missouri Pacific.

Au début du XXe siècle, la plupart des trains de voyageurs du Missouri Pacific et du St. Louis, Iron Mountain and Southern Railway n'étaient désignés que par des numéros. Cela changea en mai 1915, avec l'inauguration du Scenic Limited qui circulait entre Saint-Louis, Kansas City et Pueblo. Entre Pueblo et Salt Lake City, il était pris en charge par le Denver and Rio Grande Railroad et traversait la Royal Gorge. Entre Salt Lake City et San Francisco, il circulait sur les voies du Western Pacific Railroad. 

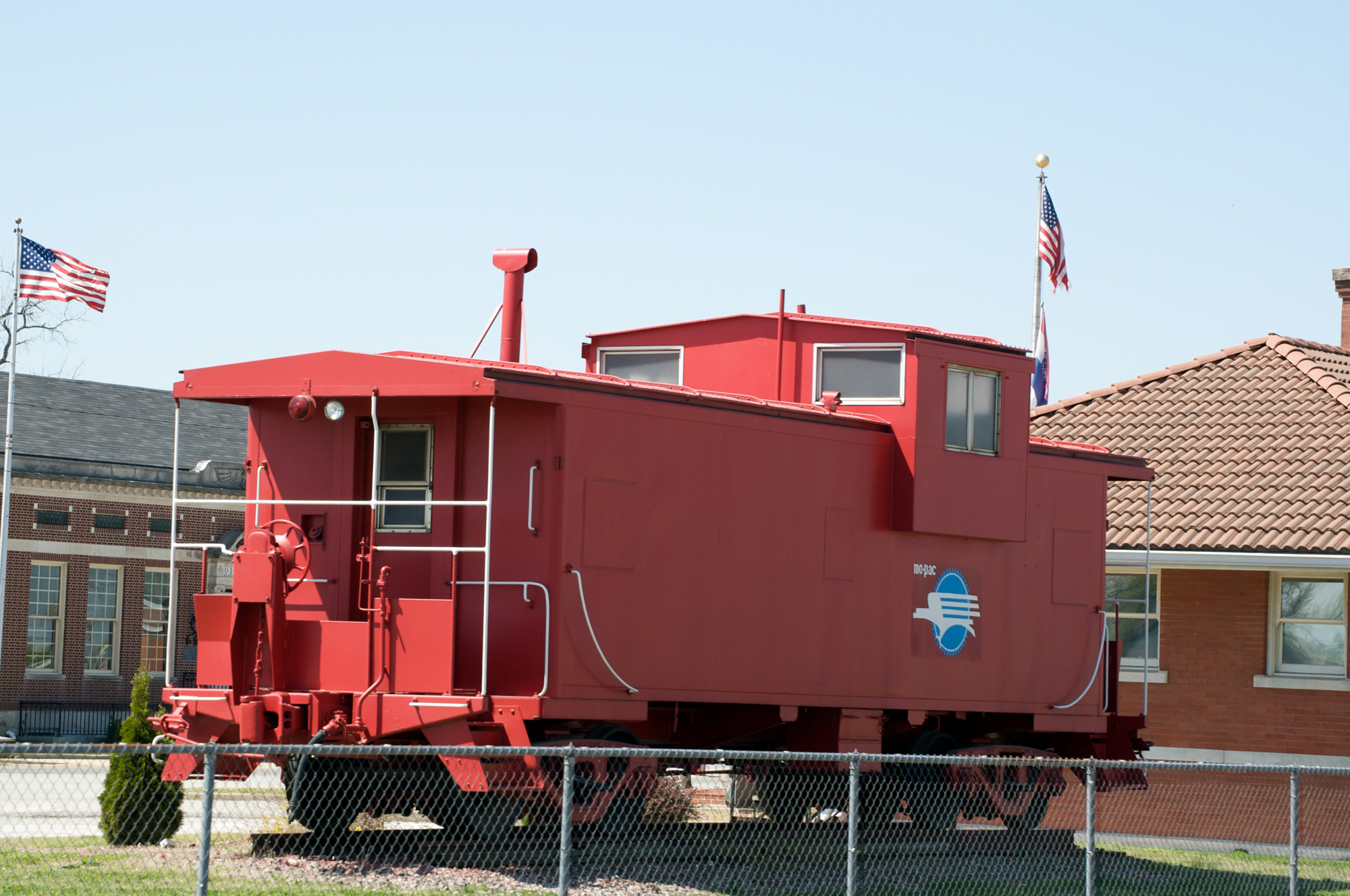
Wagon de queue de la MOPAC, conservé aux États-Unis.

Un second train de prestige, le Sunshine Special, commença son exploitation le 15 décembre 1915 entre Saint-Louis, Little Rock, Austin, et San Antonio. Le Rainbow Special fut lancé en juillet 1921 entre Kansas City et Little Rock, Arkansas. Le Sunshine Special éclipsa rapidement les autres trains en nombre de voyages, et il devint le train emblématique du MP. Le slogan utilisé en 1933 proclamait : "il ne fait que 21 °C au soleil, quand il en fait 38 à l'ombre"; en effet, le Sunshine Special était un des premiers trains du sud-ouest avec l'air climatisé.
Lorsque les nouveaux trains aérodynamiques (streamlined trains) furent livrés, les noms Scenic Limited et Rainbow Special s'effacèrent, mais le Sunshine Special avait une telle notoriété qu'il coexista avec les nouveaux streamliners jusque dans les années 1950.
Durant la période des streamliners, les trains de prestige du MP, étaient connus sous le nom générique d'Eagle. Le premier de ces Eagles fut inauguré en mars 1940, et plusieurs autres suivirent, incluant:
- Le Missouri Eagle: qui reliait Saint-Louis, Kansas City, Missouri et Omaha, Nebraska.
- Le Delta Eagle: qui circulait entre Memphis et Tallulah, Louisiane.
- Le Colorado Eagle: qui reliait Saint-Louis, Pueblo et Denver, Colorado.
- Le Texas Eagle: lancé le 15 août 1948, il circulait entre Saint-Louis et le Texas.
- Le Valley Eagle: inauguré le 31 octobre 1948, il reliait les villes texanes, de Houston, Corpus Christi et Brownsville.

D'autres trains importants exploités par le MoPac incluaient:
- Le Houstinian: circulant entre La Nouvelle-Orléans, Louisiane et Houston, Texas.
- Le Missourian: reliant St. Louis à Kansas City.
- Le Orleanean: circulant entre Houston et La Nouvelle-Orléans.
- Le Ozarker: reliant Saint-Louis à Little Rock, Arkansas.
- Le Pioneer: circulant entre Houston et Brownsville.
- Le Southerner: train du Southern Railway, desservant La Nouvelle-Orléans grâce au MoPac.
- Le Southern Scenic: reliant Kansas City à Memphis.
- Le Sunflower: circulant entre Saint-Louis et Kansas City.
- Le Texan: reliant St. Louis à Fort Worth, Texas.

Le Missouri Pacific eut la fâcheuse réputation d'interrompre brutalement ses trains de voyageurs à partir du milieu des années 1960. Lorsque l'Amtrak (ou National Railroad Passenger Corporation) reprit l'exploitation des trains de voyageurs à partir du 1er mai 1971, la seule ligne du MoPac à intégrer le nouveau réseau national fut celle reliant Saint-Louis à Kansas City. Il fallut attendre le 13 mars 1974, pour que l'Amtrak commençât à rétablir le service des voyageurs sur des portions du MoPac et du Texas and Pacific Railway entre Saint-Louis, Little Rock, Dallas, Austin, San Antonio et Laredo.

## Les livrées
Au début de la vapeur, le MP utilisait généralement des lettres dorées sur ses locomotives. Puis le MoPac utilisa la police Block pour les numéros et Roman pour les lettres. Lorsque Lewis W. Baldwin devint président du Missouri Pacific en avril 1923, la couleur des inscriptions passa du dorée à l'aluminium.
Le Missouri Pacific était connu pour sa livrée « Eagle » imaginée par Raymond Loewy, associant les couleurs Dark Cerulean, Icterine Yellow et Isabelline Gray. Ces couleurs étaient surtout appliquées sur les locomotives du service voyageurs, les voitures, les fourgons de marchandises, et la première génération de locomotives de fret entre le 22 octobre 1939 et le 27 avril 1961.
Lorsque le Missouri Pacific racheta le Texas and Pacific Railway, ce dernier perdit sa livrée Swamp Holly Orange & Black au profit de la livrée « Eagle » (exception faite de l'Icterine Yellow) qui fut appliquée sur ses nouvelles GP18 1145 à 1149 en mai 1960. La pratique habituelle voulait que la compagnie nouvellement acquise reprît les couleurs de sa maison mère.
Sous la présidence de Downing B. Jenks, la livrée Eagle fut abandonnée pour des raisons d'économies, bien que le MoPac ne connaissait pas de problèmes financiers. Le 28 avril 1961, toutes les locomotives (nouvelles ou à repeindre) reçurent la livrée "Jenks Blue", une version alternative du Dark Cerulean, appelée aussi "Dark Eagle Blue".
Avec la fusion dans l'Union Pacific Railroad, prenant effet le 22 décembre 1982, le Missouri Pacific chercha à conserver sa livrée Jenks Blue. Cependant, une étude réalisée fin 1983 indiqua que le maintien de 3 livrées différentes (UP, MP et WP) était trop coûteux. Le 14 mai 1984, la livrée de l'Union Pacific fut adoptée, en association avec la police « North Little Rock », déjà vue pour les lettrages d'identification et les numéros des locomotives, laquelle s'adaptait facilement à toutes tailles de caisse. Cette livrée prit fin le 1er janvier 1986, à la suite de la consolidation du MoPac et du Western Pacific Railroad.

### Livrées commémoratives
Le 30 juillet 2005, l'Union Pacific dévoila dans le cadre de son programme héritage, deux nouvelles locomotives EMD SD70ACe: l'une immatriculée UP 1982 peinte aux couleurs du Missouri Pacific, et l'autre UP 1983 aux couleurs du Western Pacific.